# کلیفورد تروسدل
 کلیفورد تروسدل (انگلیسی: Clifford Truesdell؛ زاده ۱۸ فوریهٔ ۱۹۱۹ – درگذشته ۱۴ ژانویهٔ ۲۰۰۰) یک دانشمند در زمینه ریاضیات، فلسفه طبیعی، و تاریخ علم اهل ایالات متحده آمریکا بود.